# Tephrosia gaudium-solis
Tephrosia gaudium-solis är en ärtväxtart som beskrevs av Karel Domin. Tephrosia gaudium-solis ingår i släktet Tephrosia och familjen ärtväxter. Inga underarter finns listade i Catalogue of Life.